# Letter to God
«Letter To God» es el decimosexto sencillo de la banda Hole y el tercero del cuarto álbum de estudio Nobody's Daughter.

## Antecedentes e historia
"Letter To God" fue escrita por Linda Perry en 2002/2003 y fue revisada (o "Courtnified") por ella y Courtney Love en los ensayos originales de estudio de segundo álbum de Love, How Dirty Girls get clean, en West Hollywood en 2006. En el 2009, ahora como una canción de Hole, algunas partes fueron reescritas por Love y la guitarra adicional y overdubs graves fueron agregados a la versión original de estudio grabada en 2006. 
El arte de tapa frontal es de la ejecución de Lady Jane Grey (o en francés, le Supplice de Juana Grey) por el pintor francés Paul Delaroche. Representa a la reina nominal inglesa, lady Jane Grey, - que tenía dieciséis años en aquel momento - siendo ejecutada.
- Datos: Q3392586